# Wu Yiwen
Wu Yiwen (Xangai, 5 de agosto de 1986) é uma nadadora sincronizada chinesa, medalhista olímpica.

## Carreira
Wu Yiwen representou seu país nos Jogos Olímpicos de 2012, ganhando a medalha de prata por equipes em Londres. 